# میراش

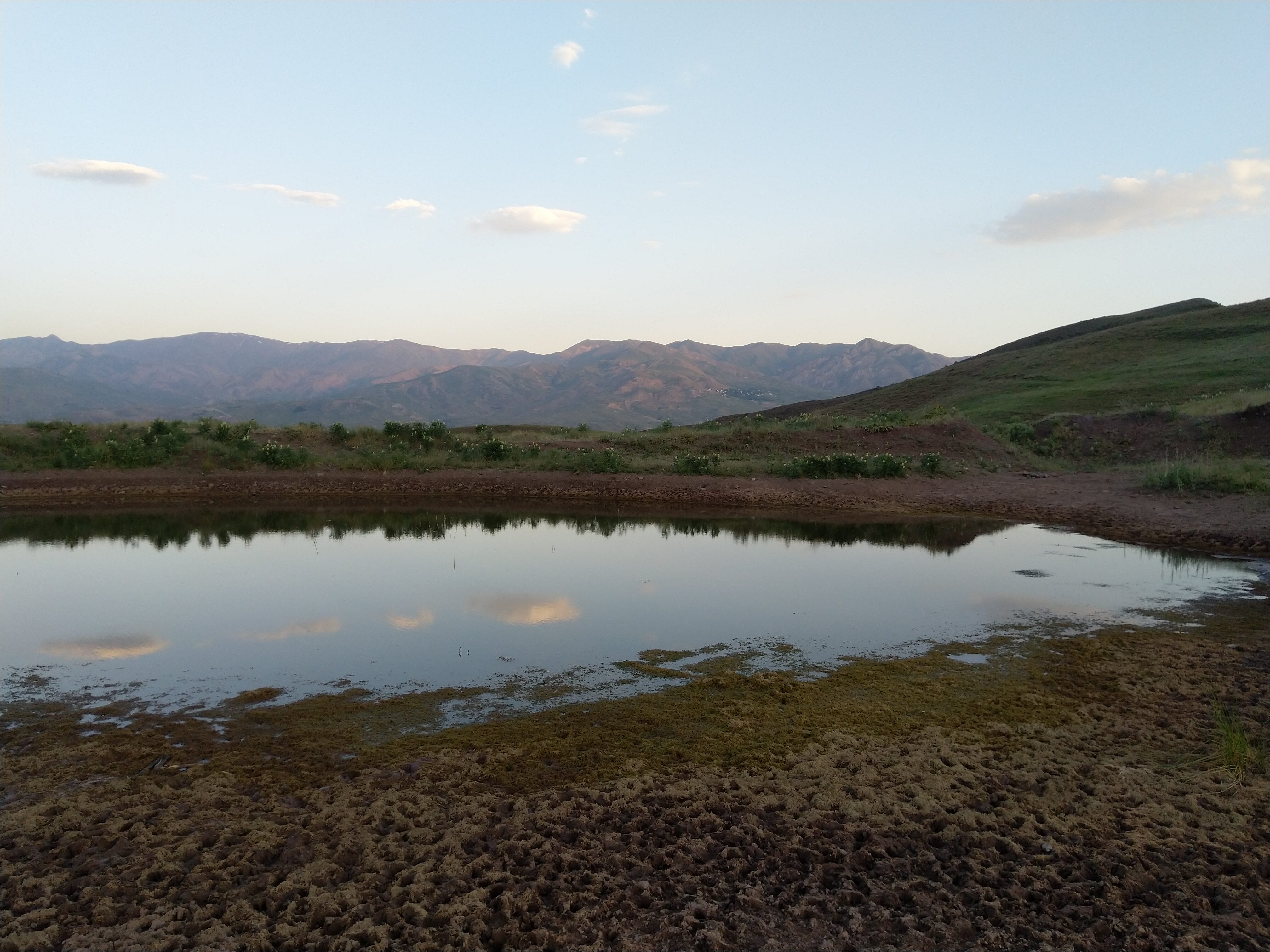
میراش

میراش یکی از روستاهای شهرستان طالقان در استان البرز (پیش از این در استان البرز) می‌باشد. این روستا در شمال غربی استان البرز و به فاصله ۱۴۰ کیلومتری از شهر تهران قرار دارد.
از مناطق دیدنی روستای میراش امامزاده زکریا می باشد که بسیار مکان چشم نواز و باغ زیبایی می‌باشد که آرامستان تاریخی این روستا در این امامزاده واقع شده است و دارای زائر سرا برای مهمانان محترم نیز می‌باشد.
از دیگر مکان های دیدنی میتوان به دره های زیبای میراش اشاره کرد مثل میراش دره و غراب دره و طلاسه دره که هر کدام بسیار با صفا و دیدنی هستند.
پلنگ لان و انگور باغان از جاهای دیدنی دیگر این روستای با صفا هستند.
هنوز هم میتوان در این روستا شیر تازه گاو را تهیه کرد و از نوشیدن آن لذت وافر و زاید الوصفی را تجربه کرد.
مسجد این روستا بسیار زیبا و مجهز می‌باشد و در ایام محرم به دلیل وجود امامزاده در این روستا از ده های اطراف هیآت عزاداری بسیاری به آنجا می‌روند و طی مراسم خاصی از آنها استقبال و پذیرایی و پس از آن بدرقه و خداحافظی گرمی به عمل می آید.
محصول عمده میراش گردو و سنجد می‌باشد و بعد از آن ها آلبالو و زردآلو هست که در گویش محلی به زردآلو شلانک گفته میشود.
محصول فرعی این روستا نیز انواع لواشک های خانگی و محلی می‌باشد که بیشتر جهت مصرف شخصی بوده و به فروش نمی رسد.
البته گیلاس هم از درختان میوه این روستا می‌باشد .
درختان وزم و تبریزی از جمله درختان عمده این منطقه می‌باشند.
این منطقه به جرات یکی از یکتا مناطق دیدنی کشور می‌باشد که هرگز تجربه دیدن و سیاحت از آن را شاید هرگز تجربه نفرمایید و جزو بهترین خاطرات زندگی هر شخصی میتواند باشد و عکسها و تصاویر و فیلم‌هایی که از میراش تهیه می‌فرمایید تا سالیان سال روحتان را مجددا به این مکان زیبا و دیدنی پرواز خواهد داد.
آخرین بازدید در تاریخ

## زبان
از نظر زبانشناسی، مردم روستای میراش و دیگر مناطق طالقان به زبان مازنی و طالقانی  صحبت می‌کنند.

## دریاچه میراش
دریاچه غمیش در استان البرز شهرستان طالقان واقع است. خاطره سفر به طالقان و دشتها و مزارع بسیار زیبا و دلکش آن بیشتر ایام سال و در هر کجا که باشید همراه شماست. مراتع سرسبز، جویباران و رودهای جاری در کف دره‌ها زیبایی و شکوه ویژه ای به این ناحیه می‌بخشد. دیدار آبادیهای کوچک و بزرگ آن بر فراز تپه ماهورهای رنگارنگ در بهترین زمان بازدید از منطقه یعنی اوایل فروردین ماه هر سال، شورانگیز و فراموش نشدنی است.
آب و هوا
آب و هوای روستای میراش مانند اکثر روستاهای طالقان به واسطه جغرافیای کوهستانی در زمستانها سرد و در تابستانها مطبوع و متعادل میباشد.با توجه به نزدیکی به دریاچه سد طالقان رطوبت مناسبی در دره میراش پدید آمده که در بسیاری مواقع به خصوص هنگام صبح بر روی گیاهان شبنم صبحگاهی و مه پدیدار میگردد که بسیار دلپذیر است.